# Skagen Badehotel

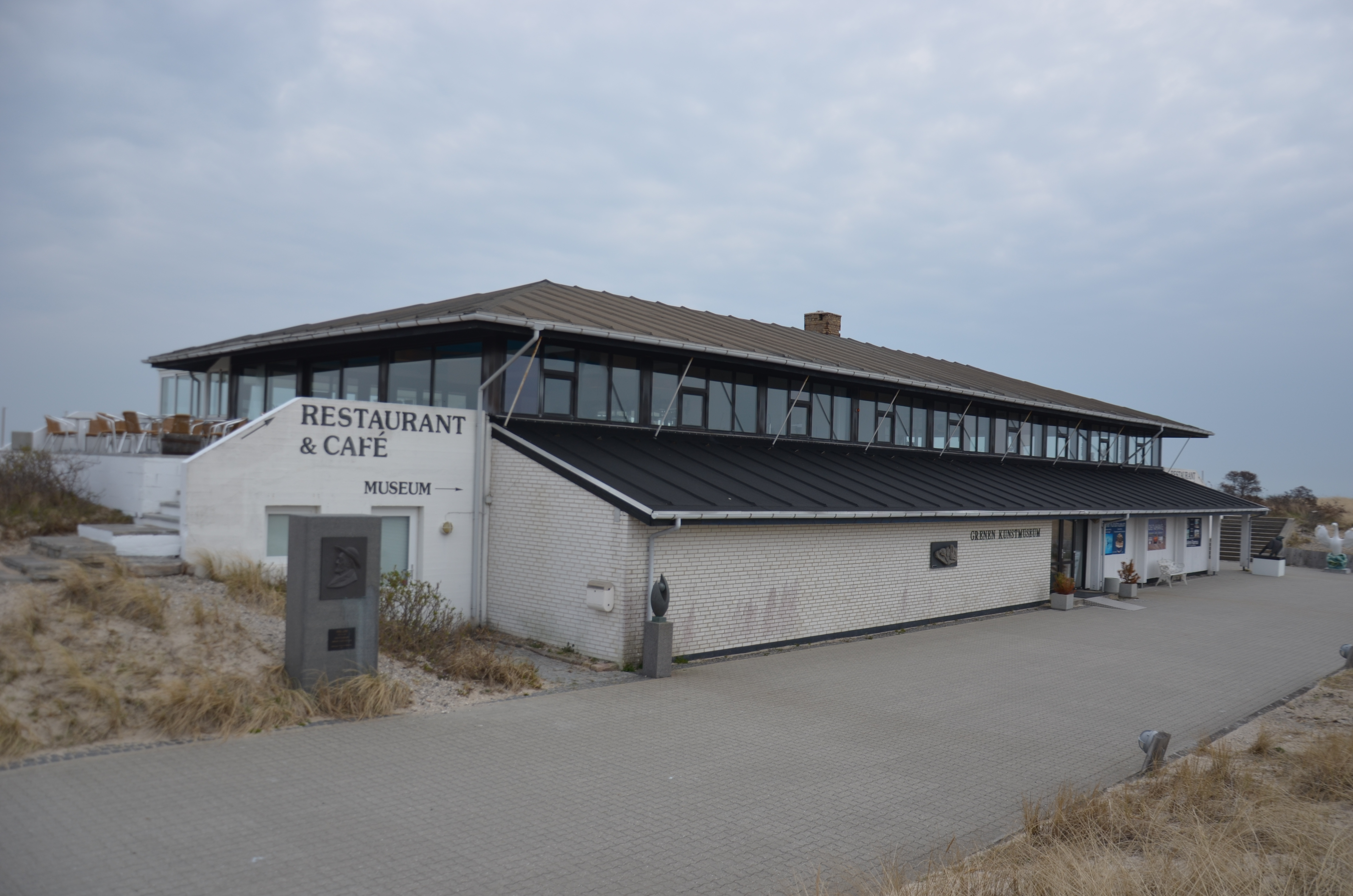
Grenen Kunstmuseums byggnad, uppförd på platsen för Skagen Badehotel

Skagens Badehotel var ett turisthotell på Grenen utanför Skagen i Frederikshavns kommun i Danmark.
Skagen fick förbindelse med Fredrikshamn med den smalspåriga Skagensbanen 1890, vilket underlättade utvecklingen av Skagen till en turistort. År 1899 uppfördes det stora och lyxiga Skagens Badehotel på Grenen med Thorvald Jørgensen som arkitekt. Hotellet bestod av två sammanbyggda tre våningars huskroppar i trä, inspirerade av norsk byggnadstradition. Hotellet hade 100 rum och ett eget elektricitetsverk, vattenverk, avloppssystem, tvätteri samt tennisbanor.
I oktober 1938 slog blixten ned i hotellet och den östra huskroppen brann ned till grunden. Under andra världskriget tog den tyska ockupationsmakten över hotellet, vilket användes som förläggning för tyska trupper. Vid en ny brand 1943 brann den återstående huskroppen ned.
På platsen för hotellet har under 1970-talet uppförts en tvåvåningsbyggnad i mexitegel, vilken bland annat innehåller Grenen Kunstmuseum.